# 齐知政
齐知政（1893年10月2日—?）辽宁省开原县沙河子村人，满洲国官员。

## 生平

### 奉军生涯
1902年，齐知政在家读私塾。1905年入开原县立文庙小学校。1911年入奉天陆军小学堂。1914年入北京陆军预备学校。1916年加入保定军官候补生队。1917年春，成为日本步兵第五十五联队候补生。1917年12月入日本陆军士官学校。1919年7月毕业归国。
1919年8月，齐知政被北京政府陆军部委任为北京边防军（参战军）教导团上尉助教，但他未到任。1919年8月，任北京边防军步兵第六旅第十二团第十一连长，但因为未到任教导团上尉助教而被撤职。
1919年秋，任黑龙江督军署上尉参谋。1919年秋调任奉天的东三省讲武堂中校教官。1920年夏，改任奉天东三省巡阅使署上校参谋。1921年夏，兼任蒙疆经略使署上校参谋。1922年春，兼任奉天镇威军总司令部上校参谋，随军开入山海关同直军作战。1922年秋，参加奉直停战签字。1923年春，调任黑龙江呼伦镇守使署上校参谋长，兼哈满护路军司令部参谋长，并且兼黑龙江步兵第二十一旅参谋长。1924年冬，调任吉林督军署上校参谋。1925年春，任吉林步兵九十三团长，因铲烟不力而被免职。
1925年齐知政任直隶督军署少将参谋处长。1925年秋，随李景林军同冯玉祥军作战，李景林军在天津附近地区失败后，齐知政随其撤回济南。1926年春，任直鲁联军总司令部少将参谋处长，参加反攻天津，李景林再度出任直隶督军，齐知政获北京政府授陆军少将，并获三等文虎章。1926年冬任吉林督军署少将参谋处长。1927年，获北京政府授陆军中将衔。1928年春，奉军撤往山海关外，齐知政回任吉林督军署参谋处长。1928年秋，任吉林省军官教练处总办。1929年春夏之交，日本关东军司令官菱刈隆赴长春视察部队，齐知政代表吉林督军张作相会同督军署日本顾问林大八赴长春欢迎。

### 九一八事变后
1931年九一八事变发生后，驻长春南岭兵营的吉林省陆军第十五师被日军多门师团长谷部旅团围攻。9月19日晨，齐知政奉吉林代理督军熙洽之命，随吉林督军署日本顾问大迫通贞少佐赴长春视察，见日军正围攻兵营，当晚齐知政回吉林向熙洽报告。当天驻吉林省城内的吉林军队均撤离省城。奉熙洽之命，齐知政将自己任总办的军官教练处改编为吉林省城警备司令部，并获任命为司令。
1931年10月初，熙洽派吉林督军署中将参议安玉珍赴吉长铁路迎接日军多门师团开入吉林。不久熙洽宣布脱离国民政府中央而独立，并出任吉林省军政长官。同月，熙洽秘密派齐知政赴哈尔滨会见滨江镇守使丁超、吉林警务处长王之佑，传达熙洽的命令，令丁超、王之佑勿轻举妄动。1931年底，吉长镇守使李桂林率部避居磐石县，吉长镇守使改为吉长警备司令，齐知政奉派担任吉长警备司令，但因李桂林不愿交权，齐知政不愿就任，乃作罢。1932年1月，奉熙洽之命，齐知政率大迫通贞、甘粕正彦赴哈尔滨接替金荣桂担任东省特别区警察管理处处长。当时，因丁超、李杜起义军攻入哈尔滨，东省特别区行政长官张景惠派丁超、李杜部下的旅长王瑞华接任警察管理处处长，齐知政乃被张景惠任命为副处长，但齐知政未就任，仍回任吉林戒严司令的原职。
1932年1月19日，土肥原贤二任哈尔滨特务机关长，接应日军进攻哈尔滨。同时，东省特别区行政长官张景惠也投降日军，在哈尔滨创建了东省特别区治安维持会。吉林省代省长熙洽先后派齐知政、李铭书等人到哈尔滨拉拢张景惠以及滨江镇守使丁超。张景惠接受拉拢，而丁超未表示接受。

### 满洲国官员
1932年满洲国成立后，同年5月吉兴任吉林省警备司令官，吉林省城警备司令部遭到撤销，其人员改编为吉林省警备司令部下属的特务部，齐知政转任吉林省警备司令部少将部附兼特务部长。同年10月左右，特务部解散，齐知政辞去少将部附职务，在家闲居。
1933年3月，齐知政任辽源专卖署署长。1934年3月，调任龙江专卖署署长。1936年3月，调任锦州专卖署署长。1937年3月，满洲国专卖总局派出专卖人员赴日本视察团，到日本视察一个月，齐知政任团长，柴田日人（龙江专卖署副署长）任副团长，团员包括吉林专卖署署长洪维世等十多人。1938年春，齐知政改任新京专卖署署长。1940年夏，升简任二等，调任满洲国经济部首席参事官，任职二十多天。1940年6月，改任间岛省参事官兼民生厅厅长，并兼国势调查部部长。1941年6月，调任新京特别市的首都警察厅总监。
1945年8月，苏联红军占领长春，齐知政逃回家乡，未被苏联红军抓获。中国人民解放军占领东北前，齐知政逃到北平。中华人民共和国成立后，在镇压反革命运动中，齐知政坦白交代，1950年冬被押送到哈尔滨，入哈尔滨战犯管理所，后入抚顺战犯管理所。1975年，齐知政获特赦释放。 